# Lempira (kacyk)

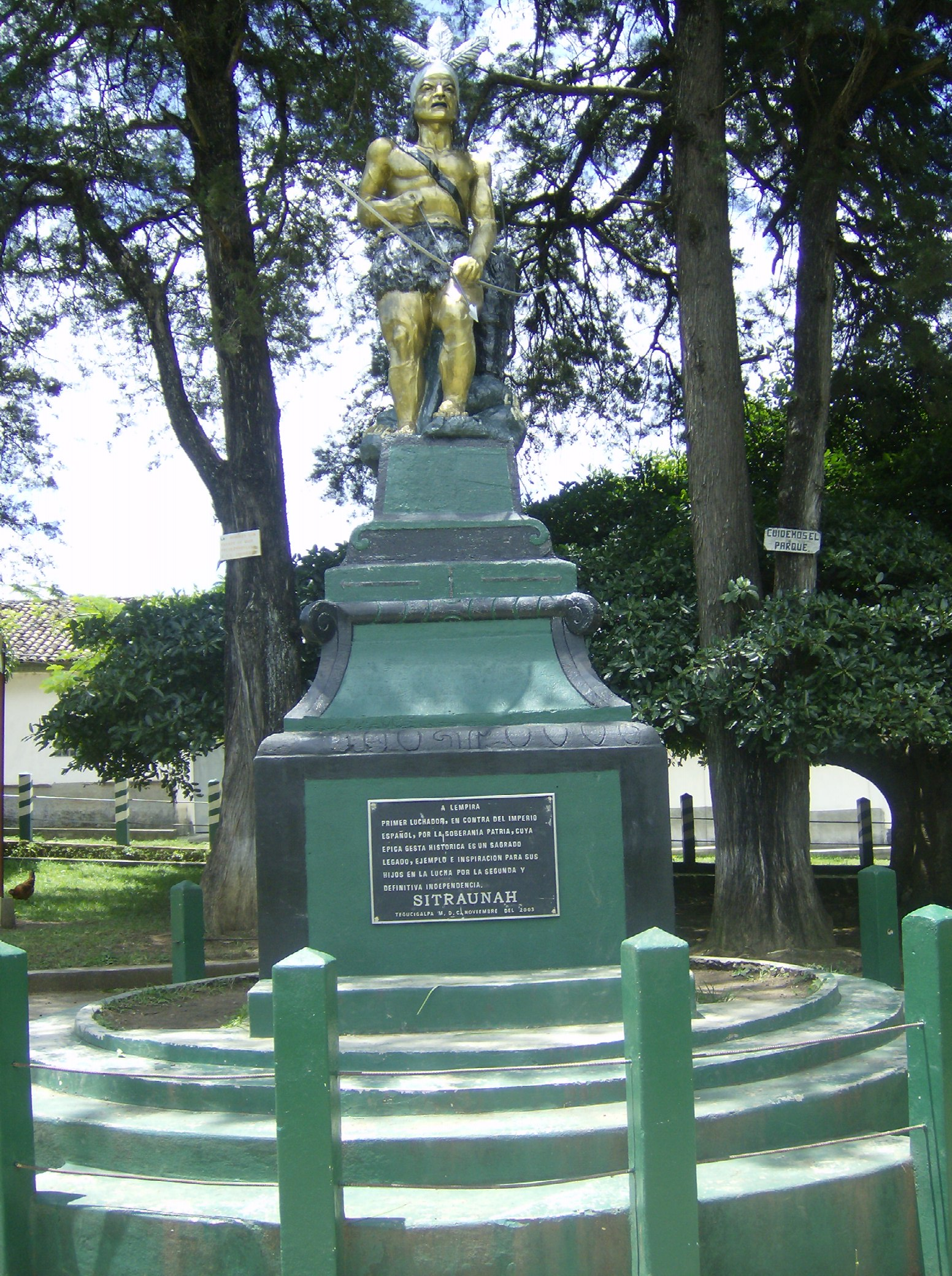
Pomnik Lempiry w Erandique

Lempira (ur. 1499?, zm. 1537) – kacyk z plemienia Lenca, dowódca wojskowy w czasie walki obronnej przeciwko hiszpańskiej konkwiście, bohater narodowy Hondurasu.

## Etymologia imienia
Według historyka Jorge Lardé y Larína imię Lempira mogło pochodzić od słowa Lempaera, które jest połączeniem dwóch słów w języku Lanca: de lempa, czyli pan jako zarządca lub dostojnik, i era, czyli pasmo górskie lub wzgórze. Imię Lempiry mogło zatem oznaczać Pan gór lub Pan wzgórza.

## Życiorys
Lempira urodził się prawdopodobnie w 1499. Był kacykiem z plemienia Lenca, które zasiedlało górzyste tereny dzisiejszego Hondurasu. 
W 1537, w czasie wojny obronnej przeciwko hiszpańskiej konkwiście pod wodzą Francisco de Montejo, wódz plemienia lanca Entepica kazał Lempirze zorganizować obronę. Dzięki sojuszom z sąsiednimi plemionami Cares i Potons, które zwykle były nieprzyjacielsko nastawione do Lanca, Lempira zgromadził armię trzydziestu tysięcy ludzi, razem z którymi walczył przeciwko Hiszpanom na wzgórzu Cerquín.

## Śmierć

### Wersja tradycyjna
Tradycyjna wersja śmierci Lempiry, która jest istotnym elementem jego legendy, pochodzi z dzieł kronikarza Antonio de Herrera y Tordesillas. Według niej Lempira zginął w wyniku podstępu w 1537. Aby wywabić go z kryjówki na górze Cerro Congolón, hiszpańscy konkwistadorzy wysłali do niego dwóch żołnierzy z białą flagą, którzy nakłonili go do rozmów pokojowych. Negocjacje okazały się zasadzką, a Lempira został zastrzelony przez arkebuzera. Po jego śmierci rdzenni mieszkańcy gór uciekli, a Hiszpanie podbili te tereny.

### Wersja historyczna
Historyk Mario Felipe Martínez badając dane zebrane przez Główne Archiwum Indii odnalazł dowód podważający tradycyjną wersję śmierci Lempiry. Był nim list z 1558 napisany przez żołnierza Rodrigo Ruiza, który opisał jak zabił Lempirę w jednej z bitew, a potem odciął jego głowę i zaniósł generałowi.

## Upamiętnienie
W 1931 honduraska waluta peso została zastąpiona przez lempirę, nazwaną ku pamięci XV-wiecznego wodza.
Dzień wodza Lampiry jest obchodzony w Honduras 20 lipca każdego roku. W czasie tego święta szkoły wszystkich poziomów w całym państwie organizują festiwale gastronomiczne, tańce, wystawy sztuki, konkursy piękności La India Bonita i inscenizacje śmierci Lempiry.
Imieniem Lempiry zostały nazwane jeden z departamentów Honduras, miasto Puerto Lempira w północno-wschodniej części kraju i szkoła w Azacualpa.
Lempira ma swoje pomniki, między innymi w miastach Erandique, Gracias, Tambla, San Pedro Sula, El Progreso i Tegucigalpa.